# Guéthary
Guéthary település Franciaországban, Pyrénées-Atlantiques megyében. Lakosainak száma 1315 fő (2022. január 1.). Guéthary Bidart és Saint-Jean-de-Luz községekkel határos.

## Népesség
A település népességének változása:
| Lakosok száma | 1281 | 1303 | 1347 | 1320 | 1329 | 1326 | 1328 | 1323 | 1315 |
|               | 2013 | 2015 | 2016 | 2017 | 2018 | 2019 | 2020 | 2021 | 2022 |